# Mały Płock
Mały Płock is een dorp in de Poolse woiwodschap Podlachië. De plaats maakt deel uit van de gemeente Mały Płock en telt 590 inwoners.

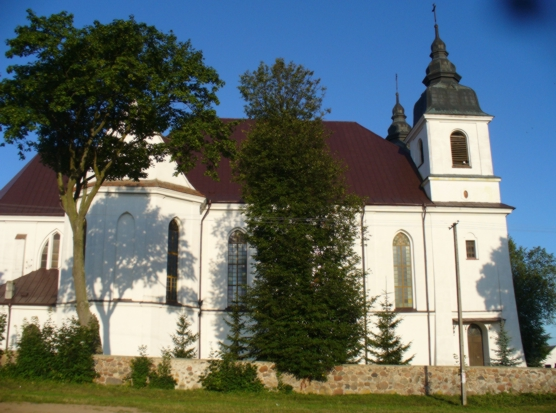
Mały Płock